# Lista de blecautes no Brasil

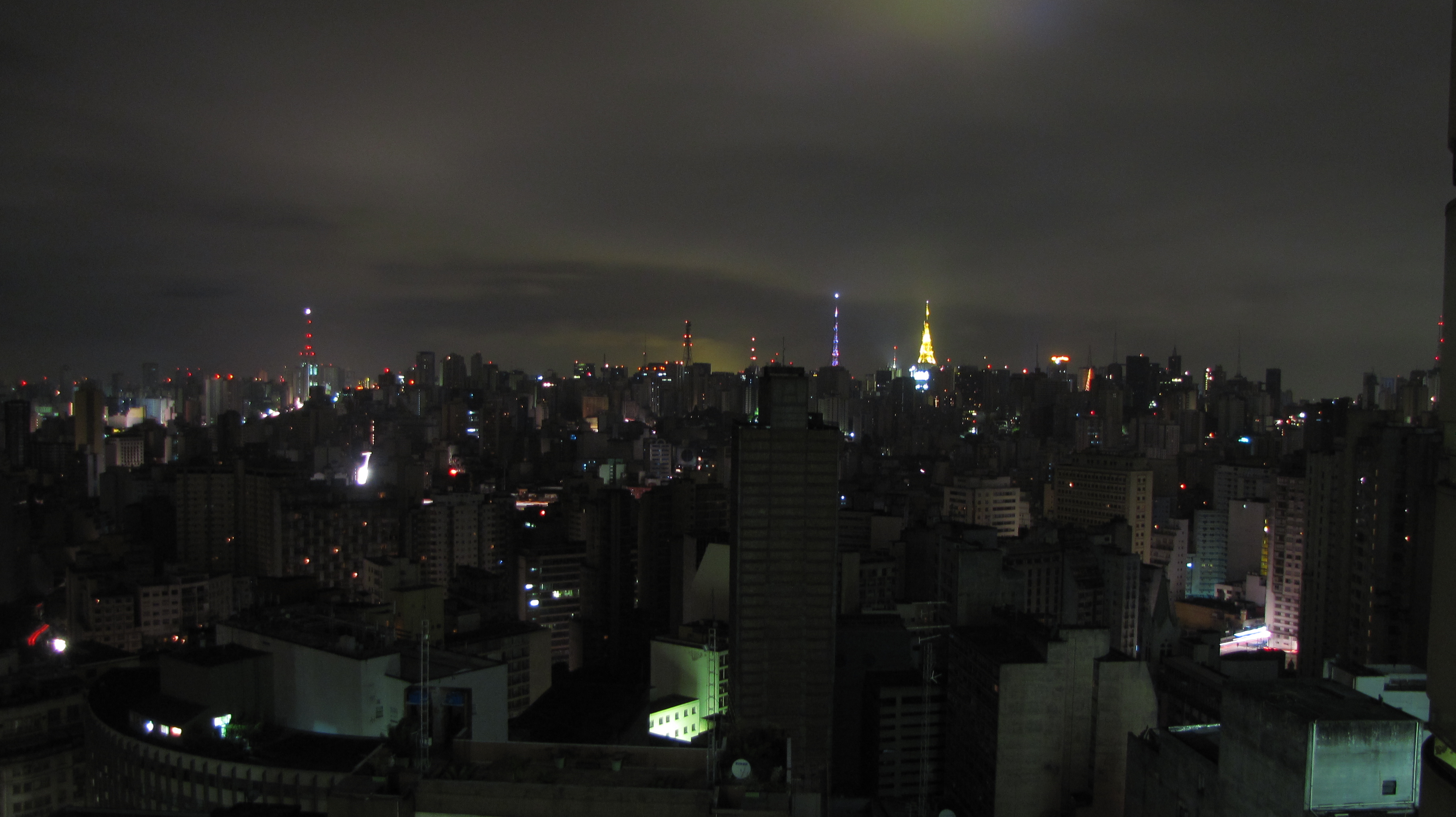
São Paulo durante o apagão de 2009.

Esta lista reúne os principais apagões de energia elétrica, também chamados de blecautes (português brasileiro) ou blackouts (português europeu), ocorridos no Brasil desde a década de 1970.

## São Paulo, 1971
Um longo blecaute atingiu vários bairros da cidade de São Paulo e alguns municípios vizinhos na noite de 29 de junho de 1971. O apagão se deu após o rompimento de um cabo de 230 mil volts na estação transformadora de Pirituba, zona noroeste da capital paulista, interrompendo a transmissão de energia elétrica da Usina Hidrelétrica de Furnas para São Paulo. O incidente levou à paralisação de indústrias e causou transtornos no trânsito paulistano com o desligamento de semáforos. A duração do corte variou de 20 minutos a três horas em alguns bairros.

## Região Nordeste, 1972

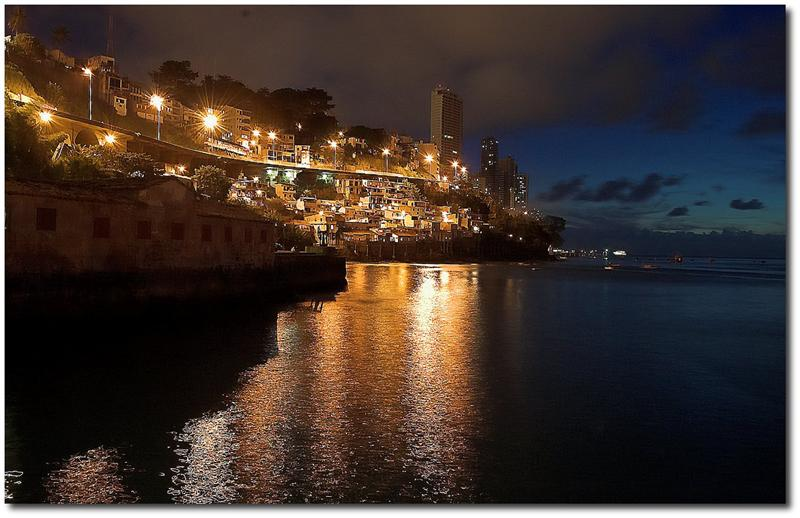
Salvador foi totalmente afetada pelo blecaute de 1972.

Atingiu mais de 25 milhões de pessoas na região Nordeste do Brasil durante duas horas na noite de 3 de março de 1972. O blecaute começou por volta das 17h em alguns municípios pernambucanos e às 22h30min chegou a todas as cidades situadas entre Salvador (BA) e Fortaleza (CE). A causa do incidente foi um princípio de incêndio em uma das usinas de Paulo Afonso, Bahia.
Salvador ficou completamente paralisada com o apagão que afetou toda a cidade. Os hospitais foram os mais prejudicados. Um homem em estado grave, ferido a bala, não pôde ser atendido durante o blecaute, sendo operado no dia seguinte. Na Maternidade Tsila Balbino, os médicos tiveram que realizar os partos à luz de velas, mas em nenhum deles houve necessidade de cirurgia. O Hospital das Clínicas não foi afetado pois estava equipado com geradores. O sistema telefônico também foi afetado. O blecaute atrasou, por algumas horas, a cerimônia de fusão da CEEB com a Coelba, para a qual estavam convidados o presidente da Eletrobras, Mário Behring, e outras autoridades ligadas ao assunto da energia elétrica.
No Recife (PE), os trólebus ficaram parados, interrompendo o trânsito, e estabelecimentos comerciais fecharam as portas. Os táxis da cidade não foram suficientes para atender à demanda repentina de pessoas que queriam voltar imediatamente às suas casas. O blecaute também interrompeu um show do cantor Gilberto Gil na capital pernambucana. Em Fortaleza (CE), Natal (RN), Maceió (AL), João Pessoa (PB), Aracaju (SE) e Campina Grande (PB), as ligações telefônicas foram prejudicadas. O tráfego de carros e trens na região não foi afetado.
No dia seguinte, outras quedas de energia foram registradas em Salvador. O Elevador Lacerda e o Plano Inclinado pararam duas vezes, com centenas de passageiros nas cabines, mas não houve pânico. Os jornais matutinos chegaram às bancas com atraso, assim como o jornal vespertino A Tarde. O jornal A Tribuna da Bahia teve problemas para rodar seus exemplares.

## Região Centro-Sul, 1984
Atingiu 12 milhões de pessoas em seis estados da região Centro-Sul do Brasil no final da tarde de quarta-feira, 18 de abril de 1984, estendendo-se pela noite. Foi o primeiro grande apagão nacional após a interligação da rede Sul-Sudeste e o maior do país até ser superado, no ano seguinte, pelo blecaute de 1985.

## Região Sudeste, 1985
Atingiu os estados de São Paulo, Rio de Janeiro, Minas Gerais e Espírito Santo em 18 de agosto de 1985. Foi provocado por uma queimada ao lado de linhas de transmissão nas proximidades de Araraquara, interior de São Paulo. Com o aquecimento dos cabos que levavam energia das hidrelétricas de São Simão, Água Vermelha e Marimbondo para a estação de Campinas, os disjuntores das linhas desligaram-se automaticamente.

## Região Centro-Sul, 1985
Atingiu mais de 12 milhões de pessoas em oito estados brasileiros e no Distrito Federal na tarde de terça-feira, 17 de setembro de 1985. Foi considerado o maior apagão ocorrido no Brasil, até ser superado 14 anos depois pelo blecaute de 1999.

## Rio de Janeiro e Espírito Santo, 1988
Iniciou após uma forte tempestade que atingiu o Rio de Janeiro a partir das 12h30min de 17 de outubro de 1988. Uma sobrecarga de energia causada por raios em duas linhas da subestação de Furnas Centrais Elétricas de Cachoeira Paulista, nas proximidades do estado, deixou 66% do Rio de Janeiro e Espírito Santo sem eletricidade às 13h39min.
Durou de dez a 51 minutos e paralisou o metrô do Rio por cerca de meia hora. Os trens da CBTU pararam por cinco minutos. A companhia Light havia alertado sobre a possibilidade de blecautes porque o sistema de transmissão estava sobrecarregado.
O fato do blecaute ter ocorrido no feriado do Dia do Comerciário reduziu os prejuízos ao comércio. Os municípios mais prejudicados no Rio foram a capital do estado, a região da Baixada Fluminense e municípios do Vale do Paraíba. Através de geração própria, a Light restabeleceu a energia para o metrô e os trens às 13h49min. Parte da eletricidade voltou às 14h15min, quando a subestação de Furnas no Grajaú voltou a funcionar. A outra parte voltou com o religamento da subestação de Jacarepaguá.
No sul do Espírito Santo e Grande Vitória, o apagão durou das 13h39min às 14h30min. O norte do estado não foi afetado, pois recebia energia da Usina Hidrelétrica de Mascarenhas, em Baixo Guandu.

## Oeste de São Paulo, 1989
O choque de um avião que sobrevoava Presidente Prudente com linhas de transmissão da empresa Caiuá Serviços de Eletricidade gerou um curto-circuito que deixou cinco municípios sem luz. Além de Presidente Prudente, o blecaute atingiu Regente Feijó, Martinópolis, Indiana e Caiabu.

## Blecautes de agosto de 1990
Uma greve dos eletricitários em agosto de 1990 provocou diversas interrupções voluntárias do fornecimento de energia a algumas cidades brasileiras como Rio de Janeiro e Salvador.

## Região Nordeste, 1991
Uma queimada nos canaviais da Usina Caxangá, em Ribeirão, interior de Pernambuco, causou um blecaute parcial em Alagoas, Paraíba e Rio Grande do Norte, além de Pernambuco, das 20h37min às 21h05min de 9 de dezembro de 1991. De acordo com a Chesf, Alagoas foi o estado mais prejudicado.

## Região Centro-Oeste, 1992
Atingiu 9 milhões de pessoas em Goiás, Mato Grosso, Tocantins e Distrito Federal na manhã de terça-feira, 30 de junho de 1992. Começou às 8h07min após um curto-circuito na subestação de Itumbiara, do sistema Furnas, em Goiás. 100% dos consumidores de Goiás e Distrito Federal foram atingidos. O apagão causou à Celg um prejuízo de Cr$ 120 milhões em tarifas.

## Bahia, 1992
Atingiu 80% do território baiano no início da tarde de terça-feira, 7 de janeiro de 1992 e durou 40 minutos. Apenas a região oeste do estado não foi afetada.

## Rio de Janeiro, 1992

Congestionamento na Praça da Bandeira durante o blecaute de 1992.
Foto: Luiz Pinto/O Globo.

15 bairros do Centro, Zona Sul, e parte da Zona Norte do Rio de Janeiro ficaram sem luz por uma hora e meia após explosão e incêndio num transformador de 131 mil volts, na Subestação Frei Caneca da Light no bairro Catumbi a partir das 18h54min de segunda-feira, 25 de maio de 1992. O incêndio foi causado por um curto-circuito num de cabo de energia subterrâneo. Cerca de 300 mil imóveis foram atingidos pelo blecaute.
O Corpo de Bombeiros recebeu mais de cem ligações de pessoas presas em elevadores, principalmente de trabalhadores que deixavam os escritórios no Centro. Todo o efetivo dos Bombeiros foi colocado nas ruas. O incêndio que iniciou o blecaute levou 15 minutos para ser apagado. No trânsito, apesar dos transtornos, principalmente em cruzamentos, não foram registrados acidentes. A Polícia Militar se encarregou de manter a normalidade no tráfego de veículos. Nas delegacias especializadas, como a Divisão de Capturas-Polinter, o esquema de vigilância teve de ser reforçado para evitar fugas. Situação semelhante ocorreu no Complexo Penitenciário Frei Caneca. O Aeroporto Santos Dumont funcionou normalmente devido ao uso de geradores. O Túnel Rebouças, apesar de ficar sem luz por dez minutos, não registrou grandes transtornos.
A falta de luz paralisou o Hospital Souza Aguiar, o maior da cidade, a partir das 19h. Das duas cirurgias previstas para o horário, apenas uma foi feita, graças ao uso de um gerador que ainda funcionava. Às 19h30min, o coordenador da emergência determinou que os pacientes que chegassem ao hospital em estado grave fossem encaminhados a outras unidades.
O restabelecimento da energia começou às 20h20min no Centro, primeiro no trecho até a Rua Sete de Setembro e, poucos minutos depois, em todo o bairro. Às 20h35min, o fornecimento se normalizou totalmente.

## Avenida Paulista, 1994

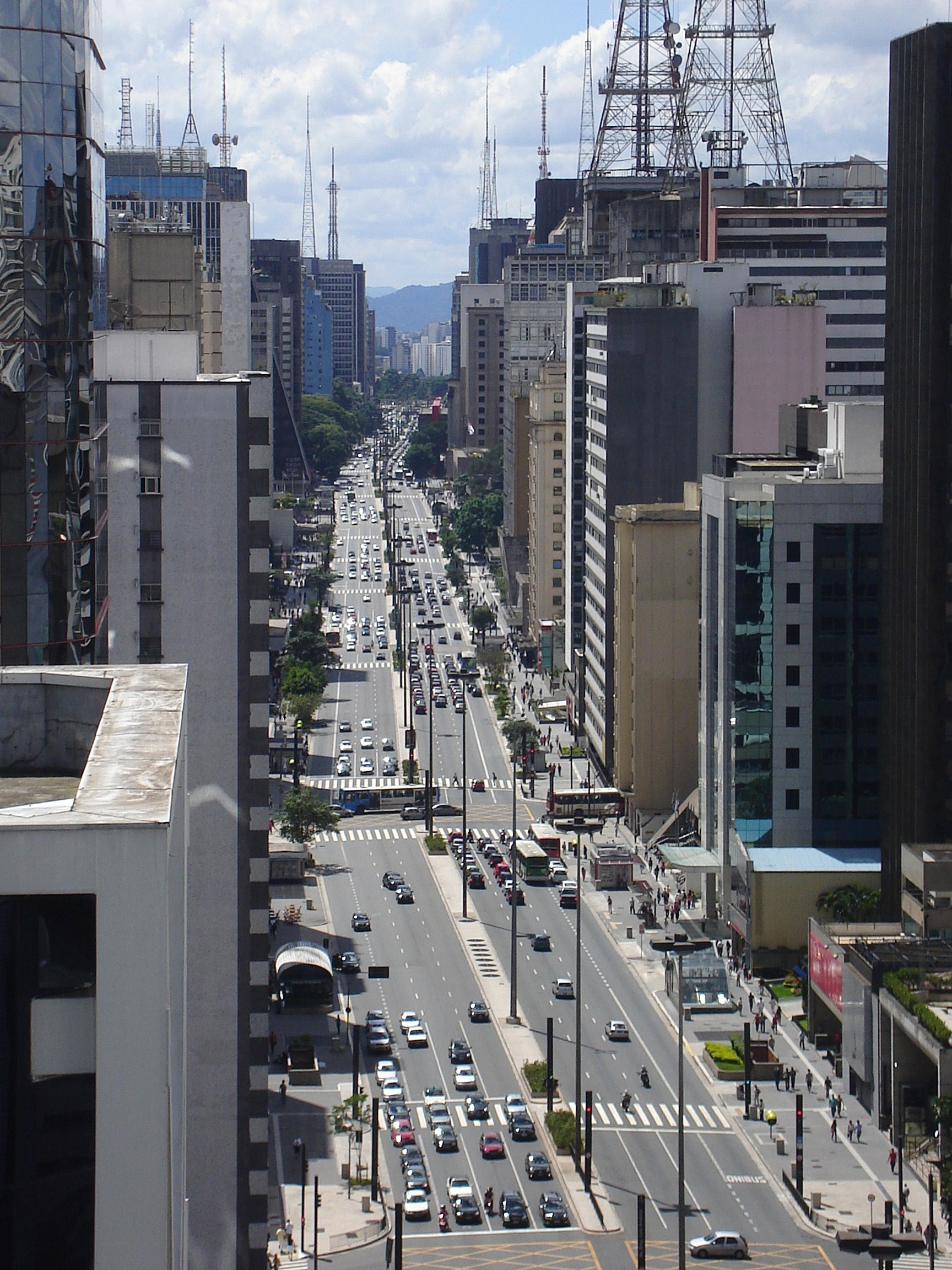
A Avenida Paulista, um dos principais logradouros do Brasil, ficou sem luz por sete horas em 18 de janeiro de 1994.

Um blecaute de sete horas de duração atingiu a Avenida Paulista, no centro de São Paulo na terça-feira, 18 de janeiro de 1994. O apagão na avenida que concentrava 39% do PIB brasileiro foi causado por um curto-circuito no transformador localizado no subsolo de um de seus edifícios às 9h40min. Foi considerado o mais longo corte de energia ocorrido na zona central de São Paulo.
Grande parte das 76 agências bancárias da região deixaram de funcionar. Emissoras de rádio que possuíam seus transmissores no alto dos edifícios saíram do ar. Funcionários foram dispensados de seus escritórios. O apagão, que atingiu mais de 500 mil pessoas, causou um congestionamento de quase oito quilômetros na avenida. A Eletropaulo recebeu mais de 7.000 telefonemas de clientes reclamando da falta de luz. A energia foi restabelecida somente às 16h23min, prejudicando todo o horário comercial.

## Sul e Sudeste, 1994
Um defeito numa linha de transmissão da Usina Hidrelétrica de Itaipu causou um blecaute nas regiões Sul e Sudeste durante a manhã de terça-feira, 13 de dezembro de 1994. Em São Paulo, o corte atingiu 25% do estado.

## Região Centro-Oeste, 1996
Atingiu o Distrito Federal e os estados de Minas Gerais, Goiás, Mato Grosso e Tocantins na terça-feira, 26 de março de 1996. Teve duração de até 3h40min e foi causado por um colapso na Usina Hidrelétrica de Furnas, localizada em Minas Gerais. Cerca de 20 milhões de pessoas foram atingidas.

## Região Centro-Sul, 1997
As regiões Sul, Sudeste e Centro-Oeste foram atingidas por dois apagões, nos dias 24 e 25 de abril de 1997, quinta e sexta-feira. O primeiro durou até uma hora e meia e deixou mais de 20 milhões de pessoas sem luz. O segundo durou até uma hora e atingiu 9 milhões de pessoas. Ambos foram causados por problemas na subestação de Furnas de Ibiúna, interior de São Paulo.

## Rio Grande do Sul, 1997
Vândalos quebraram quatro isoladores de energia nas torres de transmissão que ligam Santa Catarina ao Rio Grande do Sul. A ação causou vários blecautes em todo o Rio Grande do Sul entre as 16h36min de domingo, 21 de dezembro, e o início da tarde de segunda-feira, 22 de dezembro de 1997, afetando cerca de três milhões de gaúchos. O problema começou a ser solucionado na manhã do dia 22, com o conserto da linha Itá-Gravataí. A transmissão da linha Campos Novos-Gravataí foi restabelecida pela Eletrosul por volta das 14h.
A sabotagem no sistema de transmissão se deu em protesto contra a privatização da Eletrosul, na época subsidiária da estatal Eletrobras. Na época, o Rio Grande do Sul importava 70% do seu consumo pelas linhas atingidas. Apenas 30% da energia era produzida no estado. Com o ataque, o Rio Grande do Sul ficou sem o fornecimento de 1.700 megawatts, enquanto que a demanda durante os dois dias era de 2.700 megawatts. Isso obrigou a CEEE, AES Sul e RGE a realizarem cortes alternados de energia.

## Região Centro-Sul, 1999
Atingiu onze unidades federativas do Brasil e o Paraguai na noite de quinta-feira, 11 de março de 1999, estendendo-se pela madrugada do dia seguinte. Foi considerado o maior apagão ocorrido no Brasil, até ser superado pelo blecaute de 2009, que também atingiu o Paraguai.

## Leste de Minas Gerais, 1999
Na manhã de 22 de março de 1999, uma segunda-feira, funcionários da Companhia Energética de Minas Gerais (Cemig) faziam um voo de inspeção entre duas subestações do município de Ipatinga, no leste de Minas Gerais, a bordo de um helicóptero modelo Bell Ranger 206-LA, prefixo PT-YAA. Às 09h36min (UTC−3), a aeronave encostou em uma linha de alta tensão próxima ao bairro Caravelas, o que provocou sua queda e a morte de todos os três ocupantes (o piloto, um eletricista e um técnico), além da interrupção da energia elétrica a cerca de 100 mil consumidores das regiões de Caratinga, Carangola, Inhapim, Ipanema e Ipatinga por duas horas.

## Região Centro-Sul, 2002
Atingiu dez estados brasileiros e o Distrito Federal na tarde de 21 de janeiro de 2002. Até 2009, foi considerado o maior apagão registrado no país desde o blecaute de 1999, que atingiu a mesma região do Brasil.

## Florianópolis, 2003

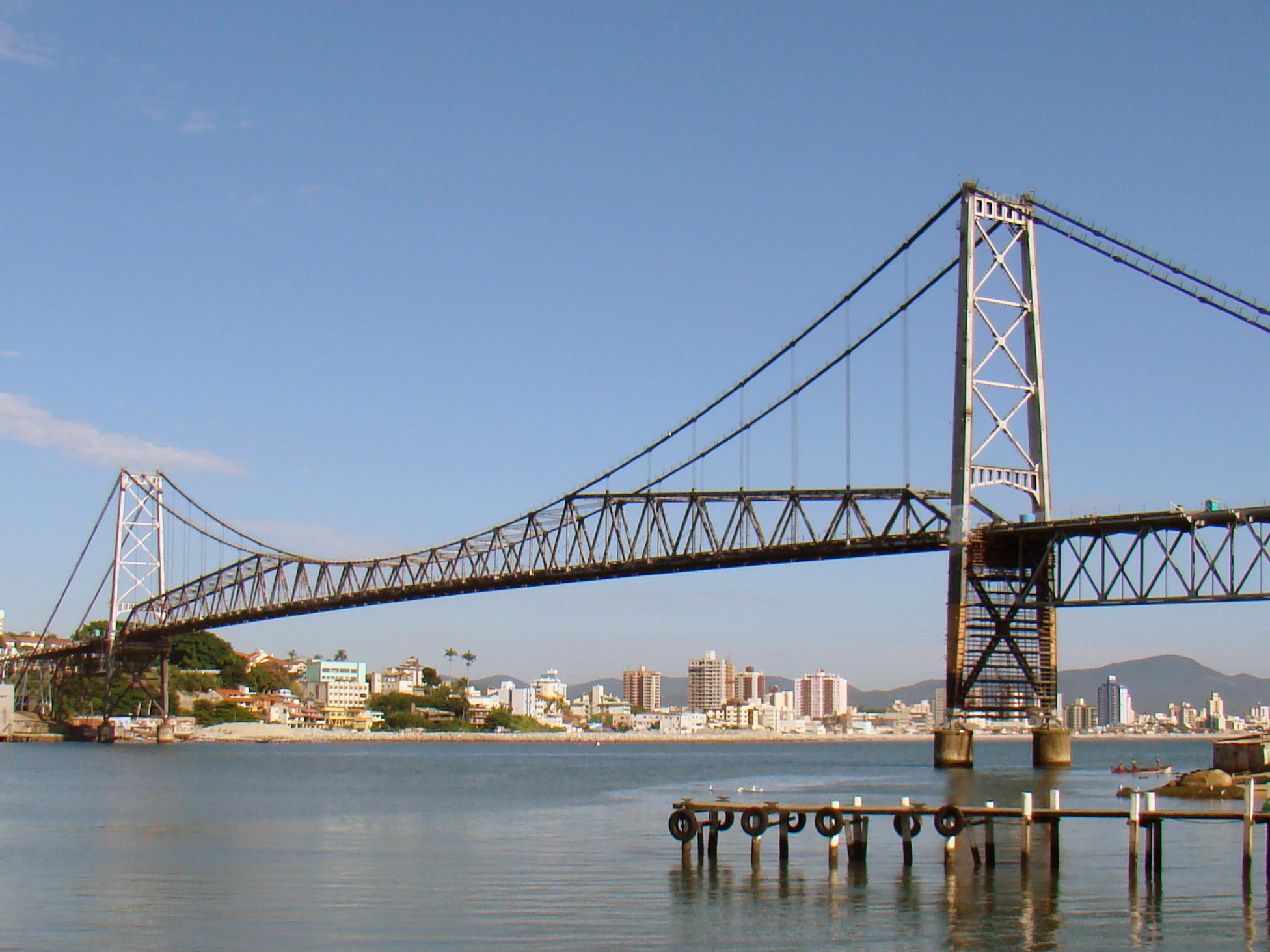
Florianópolis ficou sem energia elétrica por 55 horas em outubro de 2003.

Um grande apagão deixou toda a Ilha de Santa Catarina, em Florianópolis, sem luz por 55 horas. O corte se deu por volta das 13h de quarta-feira, 29 de outubro de 2003 após um incêndio em uma das galerias da Ponte Colombo Salles, onde cabos condutores de média e alta tensão eram consertados por uma equipe da Celesc. Ninguém morreu na explosão que danificou 80 metros da laje superior da ponte que liga a ilha ao continente.
Devido à manutenção inadequada, a Aneel multou a Celesc em R$ 7,9 milhões.

## Região Nordeste, 2011
Ocorreu na noite do dia 3 de fevereiro até a madrugada de 4 de fevereiro de 2011. O blecaute de energia elétrica atingiu todos os estados do nordeste brasileiro, exceto o Maranhão e foi provocado, segundo a Eletrobras Chesf, por uma pane em uma linha de transmissão na subestação Luiz Gonzaga, localizada no município de Jatobá, no sertão de Pernambucano.

## Região Nordeste, 2012
Em 22 de setembro de 2012, seis estados da Região Nordeste ficaram sem energia elétrica.

## Tocantins, Região Nordeste, Pará e Distrito Federal, 2012
Na madrugada do dia 26 de outubro de 2012, um incêndio ocorrido na subestação da Eletrobras Eletronorte localizada em Colinas do Tocantins (TO), deixou sem energia elétrica todos os estados da Região Nordeste, além de boa parte do Tocantins, do Pará e do Distrito Federal, por um período de tempo que durou aproximadamente de uma a até quatro horas.

## Região Nordeste, 2013
Na tarde de 28 de agosto uma interrupção total no fornecimento de energia elétrica causou apagão em todos os estados do Nordeste do brasil. O blecaute de energia elétrica foi ocasionado, segundo o ministro de energia Edson Lobão, por um incêndio numa fazenda do município de Canto do Buriti, estado do Piauí, que afetou a transmissão da energia elétrica. O sistema foi normalizado por volta das 17:30 horas nas capitais, em algumas cidades do interior a distribuição de energia elétrica só foi normalizada no início da noite.

## Porto Alegre, 2014

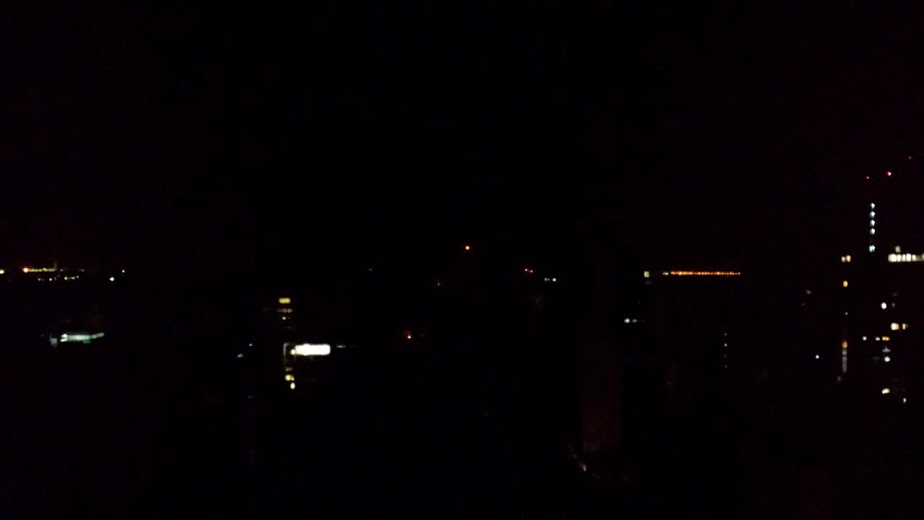
Centro de Porto Alegre durante o blecaute.

Uma explosão num transformador da subestação 4 da CEEE, em frente ao Praia de Belas Shopping, deixou 15 mil clientes sem energia elétrica a partir das 20h45min de 25 de julho nos bairros Centro Histórico, Bom Fim, Santo Antônio, Azenha, Menino Deus, Cidade Baixa, Santana, entre outros. Um operador da CEEE informou que a explosão ocorreu quando ele tentou religar um alimentador da subestação que parou de funcionar. O problema causou um incêndio que foi controlado por dois carros do Corpo de Bombeiros por volta das 22h30min. A energia começou a ser restabelecida a partir das 23h20min, mas cerca de 5 mil clientes continuaram sem luz até 7h35min da manhã do dia seguinte.
O blecaute causou transtornos no trânsito da capital gaúcha. De acordo com a EPTC, os semáforos das regiões atingidas pararam de funcionar com a falta de luz. O tráfego na avenida Praia de Belas foi parcialmente bloqueado para o combate ao incêndio na subestação. Não foram registrados acidentes.

## Recife e Região Metropolitana, 2014
A Companhia Energética de Pernambuco (Celpe) informou, por meio de nota, que o apagão no dia 17 de dezembro deixou cerca de 500 mil pessoas sem energia. Vários bairros da Região Metropolitana do Recife e de outros municípios de Pernambuco ficaram sem luz. A queda no fornecimento foi causada por um curto-circuito na subestação do Bongi, da Companhia Hidro Elétrica do São Francisco (Chesf), que também atingiu a interligação com a subestação Joairam, que fica no Curado, em Jaboatão dos Guararapes.
O Metrô do Grande Recife ficou sem funcionamento já que um cabo de transmissão da Subestação de Joairam e deixou as estações de Camaragibe, Cosme e Damião, Rodoviária, Curado e Alto do Céu.
Os Bairros de Boa Viagem, Pina, Brasília Teimosa, Imbiribeira, Ipsep, Areias, Setúbal e Ibura  na zona Sul, Tejipió, Barro, Jardim São Paulo, Torre, Madalena, Benfica, Ilha do Retiro, Várzea, Caxangá, Coelhos na Zona Oeste, Casa Amarela, Vasco da Gama, Casa Forte, Parnamirim, Espinheiro, Graças, Poço da Panela, Santana, Aflitos e Nova Descoberta na Zona Norte foram relatados falta de energia. As Cidades de Ipojuca, São Lourenço, Limoeiro, Caruaru, Arcoverde, Paulista e Jaboatão dos Guararapes  também relataram falta de energia.

## Região Nordeste e Norte, 2018
No dia 21 de março de 2018, 13 estados da Região Norte e Nordeste ficaram sem energia, por volta das 15:48h.

## São Paulo, 2019
No dia 31 de janeiro de 2019,a região da zona leste de São Paulo e o ABC  paulista, sofreu um apagão deixando um milhão de clientes sem energia.
A Enel distribuidora de energia em São Paulo, informou que a falta de luz, ocorreu por causa   de um desligamento nas subestações da ISA CTEEP(Companhia de Transmissão de Energia Elétrica Paulista, afetando assim a distribuição.

## Santa Catarina, 2020
No dia 30 de junho de 2020, um sistema de baixa pressão provocou temporais em quase todo o estado de Santa Catarina. No período da tarde, as rajadas de vento afetaram a rede elétrica e deixaram 1,3 milhões de consumidores de todas as regiões catarinenses sem abastecimento de energia por várias horas, o equivalente a 43% do estado.

## Amapá, 2020
No dia 3 de novembro de 2020, um incêndio após a explosão em uma subestação da empresa privada ISOLUX, atingiu um transformador da LMTE (Linhas de Macapá Transmissora de Energia), durante um temporal que caía na cidade do Macapá, deixando mais de 89% do estado do Amapá, equivalente a 13 municípios por quatro dias sem energia elétrica, causando vários prejuízos a população, se tornando o apagão mais longo da história do país desde 1999.
Com a volta da energia elétrica no dia 7 de novembro de 2020, foi dado início ao sistema de racionamento de 6 horas, posteriormente reduzido para 4 horas, nas cidades atingidas até a instalação do novo transformador, deixando apenas bairros com serviços essenciais com energia elétrica de 24 horas.
No dia 17 de novembro de 2020, acontece um segundo apagão por volta das 20h27 causado por uma sobrecarga, com o problema sendo solucionado às 1h04 do dia 18 e a energia só retornou em alguns bairros de Macapá, Santana e Mazagão somente às 4h. Com o segundo apagão total, apenas prédios públicos, aeroporto, supermercados e hospitais não foram atingidos
A energia foi totalmente restabelecida na madrugada do dia 24 de novembro de 2020, após 22 dias de apagão e 18 dias de racionamento de energia elétrica.

## Piauí, 2020
Em 31 de dezembro de 2020, por volta das 20h, uma queda de árvores causada por um temporal em Teresina deixou alguns bairros da cidade sem energia elétrica por pelo menos quatro dias.

## Apagão nacional em 2023
Em 15 de agosto de 2023, às 08h31min, houve um blackout de nível nacional em decorrência da abertura da interligação Norte-Sudeste, a qual gerou uma interrupção de 16 mil MW de carga em todo o país. O apagão foi observado em todas as unidades federativas do Brasil, exceto Roraima, porém a Região Norte foi a mais atingida e o Sul a menos afetada. A carga começou a ser restabelecida dez minutos depois, às 08h41min, mas uma hora após o início da crise ainda não havia se recomposto totalmente.